# 2월 19일
2월 19일은 그레고리력으로 50번째(윤년일 경우도 50번째) 날에 해당한다.

## 사건
- 193년 - 일식.
- 607년 - 교황 보니파시오 3세, 66대 로마 교황으로 취임.
- 1771년 - 샤를 메시에가 은하를 발견하여 M102로 목록에 넣음. 그러나 진위여부가 아직 밝혀지지 않았음.
- 1945년 - 이오지마 전투가 미군의 상륙으로 시작되어 3월 26일 끝났다.

## 문화
- 2002년 - 미국 항공우주국 NASA의 2001 마스 오디세이 탐사선이 열 방출 이미징 시스템을 사용하여 화성 표면을 그리기 시작하다.
- 2012년 - MBC TV에서 최일구 앵커 주말 MBC 뉴스데스크 마지막 방송. (두번째)
- 2017년 - 2017년 동계 아시안 게임이 일본 삿포로에서 개막.

## 탄생
- 1473년 - 폴란드의 천문학자 니콜라우스 코페르니쿠스. (~1543년)
- 1743년 - 이탈리아의 고전시대 작곡가, 첼로 연주가 루이지 보케리니. (~1805년)
- 1818년 - 미국의 정치인 토드 로빈슨 콜드웰. (~1874년)
- 1847년 - 대한민국의 독립운동가 겸 성리학자 이승희. (~1916년)
- 1856년 - 독일의 법학자 루돌프 슈타믈러. (~1938년)
- 1865년 - 스웨덴의 탐험가 스벤 헤딘. (~1952년)
- 1896년 - 프랑스의 시인 앙드레 브르통. (~1966년)
- 1901년 - 영국의 군인 출신 여성 최장수인 플로렌스 그린. (~2012년)
- 1904년 - 미국의 작가 올리브 번. (~1990년)
- 1911년 - 대한민국의 승려 성철. (~1993년)
- 1915년 - 나치 독일의 군인 요하네스 뵐터. (~1987년)
- 1924년 - 미국의 영화배우 리 마빈. (~1987년)
- 1929년 - 멕시코의 영화배우 알마 로사 아기레. (~2025년)
- 1930년 - 미국의 영화 감독 존 프랭컨하이머. (~2002년)
- 1937년
  - 소련의 공산주의 정치인 보리스 푸고. (~1991년)
  - 잠비아의 제4대 대통령 루피아 반다. (~2022년)
- 1940년 - 투르크메니스탄의 대통령 사파르무라트 니야조프. (~2006년)
- 1943년
  - 대한민국의 정치인 권문용. (~2023년)
  - 미국의 싱어송라이터 루 크리스티. (~2025년)
- 1949년 - 대한민국의 작사자 박건호. (~2007년)
- 1950년
  - 대한민국의 교수 조용진.
  - 벨기에의 배우 요한 레이선. (~2023년)
- 1952년 - 대한민국의 약사, 가수 황원태.
- 1953년 - 아르헨티나의 전 대통령 크리스티나 페르난데스.
- 1954년 - 브라질의 축구 선수 소크라치스. (~2011년)
- 1955년 - 미국의 배우 제프 대니얼스.
- 1957년
  - 잉글랜드의 배우 레이 윈스턴.
  - 오스트리아의 음악가 팔코.
- 1958년 - 대한민국의 아나운서, 스포츠 캐스터 송인득. (~2007년)
- 1960년 - 영국의 왕족 요크 공작 앤드루.
- 1961년 - 대한민국의 배우 박순천.
- 1962년
  - 대한민국의 기업인 오혁.
  - 대한민국의 야구 선수 김태업. (~2023년)
- 1963년 - 영국의 음악가 씰.
- 1964년 - 대한민국의 심리학자 이수정.
- 1965년
  - 미국의 기업인 클라크 헌트.
  - 대한민국의 희극인 팽현숙.
  - 말레이시아의 가수 람라 람.
- 1966년 - 벨기에의 전 축구 선수 엔조 시포.
- 1967년 - 미국, 푸에르토리코의 영화배우 베니시오 델 토로.
- 1970년
  - 대한민국의 성우 우정신.
  - 일본의 성우 카사하라 히로코.
  - 미국의 정치인 에드 게이니.
- 1971년
  - 대한민국의 배우 이형철.
  - 미국의 작가 제프 키니.
  - 대한민국의 정치인 정호준.
- 1972년 - 일본의 배우 오모리 나오.
- 1974년
  - 대한민국의 방송인, 전 기상캐스터 한연수.
  - 대한민국의 배우 최우제.
- 1975년
  - 대한민국의 배우 윤희석.
  - 일본의 성우 키야스 코헤이.
- 1976년 - 대한민국의 가수 서지원. (~1996년)
- 1977년 - 이탈리아의 축구 선수 잔루카 참브로타.
- 1978년
  - 대한민국의 액션 배우 서왕석.
  - 일본의 성우 히라타 히로미.
- 1979년
  - 대한민국의 모델, 배우 이천희.
  - 러시아의 가수 비탈리 블라다소비치 그라초프. (비타스)
- 1980년
  - 대한민국의 배우 김성곤.
  - 캐나다의 프로레슬링 선수 로니 아넬리.
  - 대한민국의 가수 이승민.
- 1981년 - 대한민국의 희극인 김두영.
- 1982년
  - 대한민국의 희극인 곽한구.
  - 대한민국의 배우 정민진.
- 1983년
  - 일본의 가수 나카시마 미카.
  - 일본의 배우 야마구치 쇼고.
  - 일본의 성우 사사키 노조미.
  - 불가리아 출신의 전직 스모 선수 고토오슈 가쓰노리.
  - 대한민국의 뮤지컬 배우 김호영.
  - 대한민국의 배우 김다인.
- 1984년
  - 미국의 영화 감독 조시 트랭크.
  - 대한민국의 배우 정민진.
- 1985년
  - 대한민국의 배우 서효림.
  - 대한민국의 가수 안미.
  - 대한민국의 가수 김현지. (~2015년)
- 1986년
  - 대한민국의 배우 박공주.
  - 대한민국의 법조 및 정치인 신인규.
  - 중화민국의 배우 및 가수 궈차이제.
  - 브라질의 축구 선수 마르타 비에이라 다 시우바.
  - 노르웨이의 가수 마리아 메나.
  - 일본의 축구 선수 반다이 히로키.
  - 베트남의 축구 선수 부이떤쯔엉.
  - 스웨덴의 배우 비에른 구스타프손.
  - 잉글랜드의 배우 오필리아 로비본드.
- 1987년 - 대한민국의 배우 허이재.
- 1988년
  - 대한민국의 보디빌더 최성준.
  - 일본의 성우 이리노 미유.
- 1989년
  - 대한민국의 성우 이새아.
  - 중국의 조선족 가수 백청강.
  - 대한민국의 배우 정유진.
- 1990년 - 대한민국의 배우 이엘리야.
- 1991년 - 대한민국의 전 보디빌딩 선수 송나은.
- 1992년 - 일본의 가수 쿠와바라 미즈키 (SKE48).
- 1993년
  - 대한민국의 피겨스케이팅 선수 김민석.
  - 대한민국의 치어리더 조윤경.
  - 대한민국의 가수 펀치.
  - 미국의 야구 선수 대니얼 멩덴.
  - 미국의 배우 및 가수 빅토리아 저스티스.
  - 아르헨티나의 축구 선수 마우로 이카르디.
  - 오스트리아의 축구 선수 자라 차드라칠.
- 1994년
  - 대한민국의 배우 한채경.
  - 일본의 성우 후리하타 아이.
- 1995년 - 세르비아의 농구 선수 니콜라 요키치.
- 1996년 - 대한민국의 가수 최석원.
- 1997년
  - 벨기에의 유도 선수 마티아스 카스.
  - 대한민국의 가수 채희.
- 1998년
  - 미국의 가수 채플 론.
  - 한국계 미국 가수 샘 김.
  - 대한민국 가수 정우. (NCT).
- 2000년 - 일본의 가수 모리토 치사키. (컨트리걸즈, 모닝구무스메'17)
- 2001년
  - 미국의 배우 다비드 마주즈.
  - 대한민국의 축구 선수 이강인.
  - 대한민국의 가수 자스민.
- 2002년 - 대한민국의 가수 해나.
- 2004년 - 영국의 배우 밀리 보비 브라운.
- 2006년 - 대한민국의 연극배우 김수빈.
- 2009년 - 대한민국의 아역배우 문우진.
- 2013년 - 조선민주주의인민공화국 김정은 국방위원장의 딸 김주애.

## 사망
- 1709년 - 일본 에도 막부의 제5대 쇼군 도쿠가와 쓰나요시. (1646년~)
- 1856년 - 독일의 후기 낭만주의 시인 하인리히 하이네. (1797년~)
- 1887년 - 네덜란드의 작가 물타툴리. (1820년~)
- 1897년 - 독일의 수학자 카를 바이어슈트라스. (1815년~)
- 1931년 - 대한민국의 독립운동가 손정도. (1881년~)
- 1940년 - 덴마크의 왕자 로젠보리 백작 오게 왕자. (1887년~)
- 1951년 - 프랑스의 소설가 앙드레 지드. (1869년~)
- 1975년 - 이탈리아의 작곡가 루이지 달라피콜라. (1904년~)
- 1997년 - 중국이 정치인 덩샤오핑. (1904년~)
- 1998년 - 일본의 정치인 아라이 쇼케이. (1948년~)
- 2013년 - 대한민국의 영화 감독 박철수. (1948년~)
- 2016년
  - 미국의 소설가 하퍼 리. (1926년~)
  - 이탈리아의 소설가 움베르토 에코. (1932년~)
- 2017년
  - 대한민국의 배우 김지영. (1937년~)
  - 대한민국의 국악인 박송희. (1927년~)
- 2018년 - 소련의 해머던지기 선수 세르게이 리트비노프. (1958년~)
- 2019년 - 독일의 디자이너 카를 라거펠트. (1933년~)
- 2020년 - 대한민국의 언어학자 이기문. (1930년~)
- 2021년 - 대한민국의 가수 김윤호. (1958년~)
- 2022년 - 일본의 축구 선수 미무라 가쿠이치. (1931년~)
- 2023년
  - 미국의 배우, 작가, 각본가, 희극인 리차드 벨저. (1944년~)
  - 미국의 영화배우 잔센 파네티어. (1994년~)
  - 미국의 육상 선수 그레그 포스터. (1958년~)
- 2025년 - 미국의 윤리학자 톰 비첨. (1939년~)

## 기념일
- 멕시코 삼군기념일(Armed Forces Day)
- 투르크메니스탄 국기의 날(Flag Day)

## 같이 보기
- 전날: 2월 18일 다음날: 2월 20일 - 전달: 1월 19일 다음달: 3월 19일
- 음력: 2월 19일
- 모두 보기